# Offenheitsprinzip
Das Offenheitsprinzip, bisweilen auch Satz von der offenen Abbildung oder Offenheitssatz genannt, ist ein Prinzip der Funktionentheorie und besagt, dass Bilder offener Mengen unter holomorphen Abbildungen, die auf keiner Zusammenhangskomponente der offenen Menge konstant sind, wieder offen sind. Höherdimensionale Aussagen dieser Art gelten nicht. Man kann aus dem Offenheitsprinzip das Maximumprinzip für holomorphe Funktionen folgern. Umgekehrt kann auch das Maximumsprinzip zum Beweis des Offenheitsprinzips genutzt werden, da man ersteres auch aus der Mittelwerteigenschaft herleiten kann. 

## Satz der offenen Abbildung für holomorphe Funktionen
Sei {\displaystyle U\subseteq \mathbb {C} } offen und {\displaystyle f\colon U\to \mathbb {C} } eine holomorphe Funktion, die auf keiner Zusammenhangskomponente von {\displaystyle U} konstant ist. Dann ist {\displaystyle f(U)} eine offene Menge.
Eine unmittelbare Folgerung ist die Gebietstreue holomorpher Funktionen:

Sei {\displaystyle f\colon G\to \mathbb {C} } eine nicht-konstante, holomorphe Funktion auf einem Gebiet {\displaystyle G}, dann ist {\displaystyle f(G)} ebenfalls ein Gebiet.